# Минти (горы)
Минти (греч. Μίνθη) — горы в Греции, на Пелопоннесе. Тянутся в западном направлении в исторической области Трифилия в южной части периферийной единицы Элида в периферии Западная Греция. Высочайшая вершина — гора Кастро высотой 1345 м над уровнем моря, западнее находится гора Руница высотой 1211 м. Расположены к юго-востоку от города Пиргос, к востоку от города Захаро и к западу от города Андрицена, к северу от долины реки Неда. Является продолжением на запад горы Ликеон (1421 м).
По преданию, горы получили название от нимфы Минфы (или Минты), богини реки Кокитос, возлюбленной бога подземного царства Аида. Супруга Аида Персефона превратила её в растение — душистую мяту. У подошвы горы Минфа был храм Аида и роща Деметры.
Над узким проходом между горой Минфой и лагунами берега господствовал город Самик. На одном из выступов горы Минфы был укреплённый город Лепреон.
В XIX веке гора Минфа называлась Алвена (Альвена, Άλβενα).